# IC 1018
IC 1018 ist eine kompakte Galaxie vom Hubble-Typ C im Sternbild Bärenhüter am Nordsternhimmel. Sie ist schätzungsweise 178 Millionen Lichtjahre von der Milchstraße entfernt.
Das Objekt wurde am 16. Juni 1892 vom französischen Astronomen Stéphane Javelle entdeckt.